# Stadio Insular
Lo stadio Insular (in spagnolo estadio Insular) è uno stadio di calcio situato a Las Palmas de Gran Canaria, in Spagna. 

## Storia
È stato costruito nel 1949 e ha una capacità di circa ventiduemila spettatori. Utilizzato dal Las Palmas fino al 2003, anno di apertura dello stadio Gran Canaria, per molto tempo ha versato in condizioni di abbandono, tuttavia dal 2014 l’impianto ospita un parco aperto al pubblico con bar e giochi per bambini.